# Вишгородська єпархія ПЦУ
Вишгородська єпархія — єпархія Православної Церкви України на території Вишгородського району Київської області.

## Історія
Утворена 2 лютого 2024 року рішенням Синоду ПЦУ в адміністративних межах Вишгородського району Київської області. Правлячим архієреєм було обрано архієпископа Агапіта (Гуменюка), вікарія Київської єпархії. Юридично єпархія стала наступницею Київської єпархії УАПЦ.